# Шумхримахи
Шумхримахи (дарг. Шумхримахьи) — село в Акушинском районе Дагестана. Входит в состав сельского поселения «Сельсовет Дубримахинский».

## Географическое положение
Расположено в 6 км к северо-востоку от районного центра села Акуша, на р. Инки (бассейн р. Акуша).

## Население
| 1926 | 1939 | 1970 | 1989 | 2002 | 2010 | 2021 |
| ---- | ---- | ---- | ---- | ---- | ---- | ---- |
| 120  | ↘97  | ↗139 | ↘132 | ↗159 | ↗175 | ↗188 |